# Dušan Tóth
Dušan Tóth (Plavé Vozokany, 8 febbraio 1971) è un ex calciatore slovacco, di ruolo difensore.

## Carriera

### Nazionale
Ha collezionato cinque presenze con la propria Nazionale.